# Anne Wedell-Wedellsborg
Anne Benedicte baronesse Wedell-Wedellsborg (født 31. januar 1947 i København) er en dansk sinolog og professor i kinesisk sprog og litteratur ved Aarhus Universitet.
Hun er datter af amtmand, kammerherre Vilhelm baron Wedell-Wedellsborg og hustru.
Hun er uddannet cand.phil. og har publiceret tekster om kinesisk litteratur, sprog og kultur. 2007 blev hun Ridder af Dannebrog.